# Фуенте-Аламо-де-Мурсія
Фуенте-Аламо-де-Мурсія (ісп. Fuente Álamo de Murcia) — муніципалітет в Іспанії, у складі автономної спільноти Мурсія. Населення — 15 193 особи (2010).
Муніципалітет розташований на відстані близько 380 км на південний схід від Мадрида, 31 км на південь від Мурсії.
На території муніципалітету розташовані такі населені пункти: (дані про населення за 2010 рік)
- Бальсапінтада: 1432 особи
- Ель-Естречо: 443 особи
- Куевас-де-Рейльйо: 1019 осіб
- Ло-Хорхе: 133 особи
- Ель-Ескобар: 310 осіб
- Кампільйо-де-Абахо: 66 осіб
- Лос-Альмагрос: 347 осіб
- Кановас: 555 осіб
- Лос-Паганес: 105 осіб
- Ель-Еспінар: 177 осіб
- Фуенте-Аламо: 8233 особи
- Кампільйо-де-Арріба: 144 особи
- Ла-Лома: 263 особи
- Лас-Палас: 1349 осіб
- Ла-Пінілья: 463 особи
- Лос-Віванкос: 154 особи

## Демографія
Динаміка населення (INE ):

## Галерея зображень

Розташування муніципалітету у провінції Мурсія